# Markward von Hailfingen

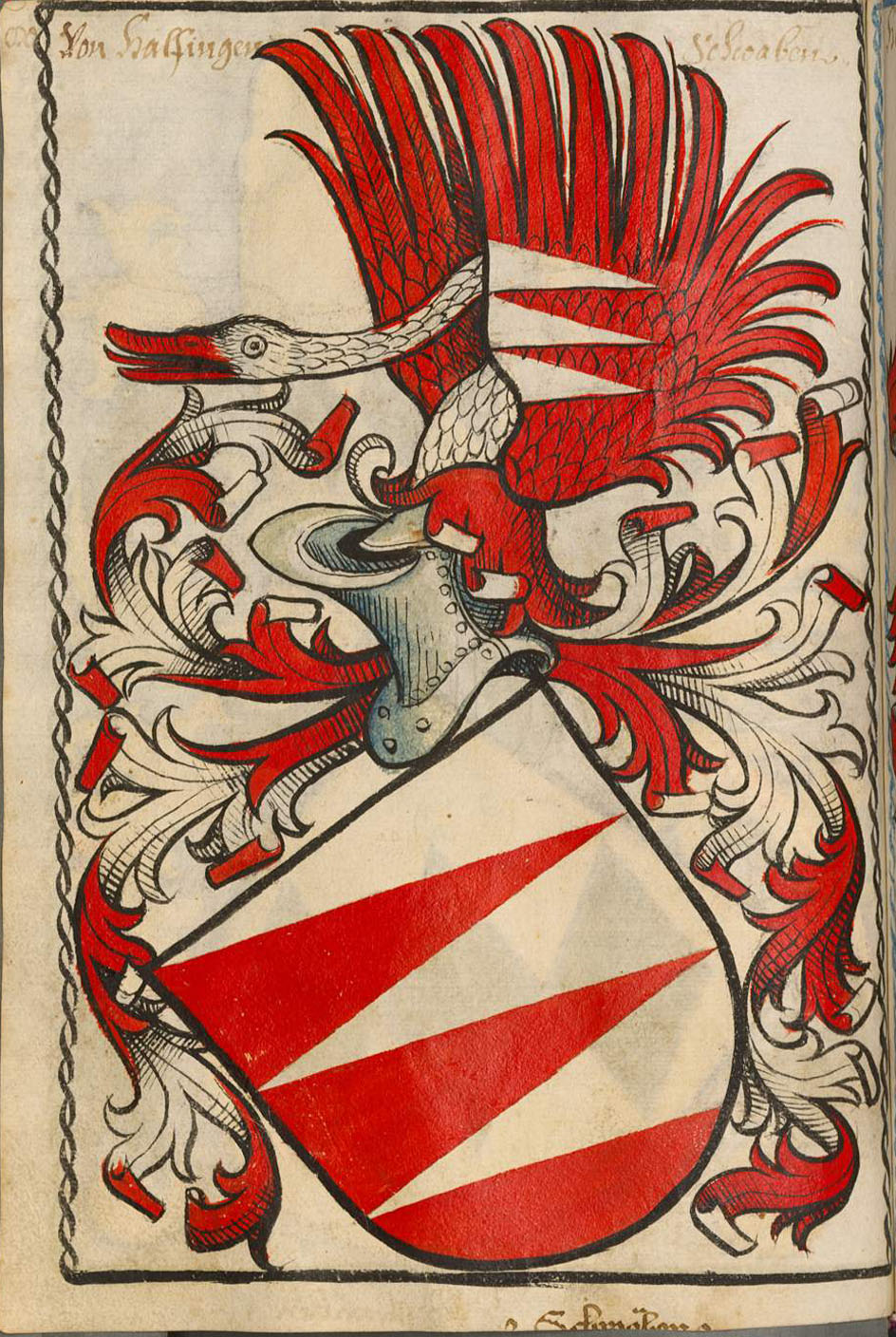
Familienwappen derer von Hailfingen nach dem Scheibler’schen Wappenbuch

Markward von Hailfingen (* 1245 in Hailfingen; † nach 1284) war ein württembergischer Ritter und Dienstmann der Pfalzgrafen von Tübingen.

## Urkundliche Erwähnungen
Markward von Hailfingen lebte auf Schloss Hohenentringen. Vermutlich durch Heirat waren die Grafen von Hohenzollern Mitbesitzer der Hoheitsrechte über das Schloss geworden. Dieses Verhältnis gab im Jahr 1284 Anlass zu Reibungen des Ritters Markward von Hailfingen mit Graf Friedrich von Zollern, dem das Schloss am 22. Februar 1284 übergeben worden war. In Folge eines daraus entstandenen Streites wurde am 17. April 1284 der genannte Graf durch den Hailfinger aus dem Schloss geworfen. Graf Friedrich verkaufte daraufhin am 22. November 1296 seinen Hof zu Entringen mit dem dazugehörigen Patronat und allen seinen Gütern zu Breitenholz, was am 13. August 1298 durch Graf Friedrich von Zollern, dem Schwiegersohn des Grafen Albert von Hohenberg, in seinem und seiner beiden minderjährigen Brüder noch einmal nachträglich urkundlich genehmigt wurde.

## Familie
Markward von Hailfingens Tochter (* 1275) wurde von Entringen genannt und war mit Conrad Last (* 1250 Dettlingen; † 1347) verheiratet.